# Wemotaci
Wemotaci (API : /wemotaʃi/, qui signifie en atikamekw : « montagne d'où on observe ») est une réserve des Attikameks enclavée dans l'agglomération de La Tuque, dans la région administrative de la Mauricie, au Québec et du Nitaskinan.
Elle est gérée par le Conseil des Atikamekw de Wemotaci.

## Toponymie
Wemotaci signifie « la montagne d'où l'on observe » en langue atikamekw.
Comme beaucoup d'autres toponymes d'origine amérindienne, le toponyme « Wemotaci » a subi de nombreuses variations orthographiques dans le temps. La plus ancienne référence écrite au toponyme date de 1724. En 1827, le toponyme a été écrit Montachene ; en 1829 Weymontachinque ; en 1830 Waimootansking ; en 1832 Weymontachingue et en 1837 Warmontashingen et Warmontaching. En 1932, l'orthographe « Weymontachingue » utilisée sur la carte de John Arrowsmith est devenue la forme la plus commune jusqu'en 1986, quand l'orthographe a été remplacée par Weymontachie, comme exigé par le conseil de bande local. L'écriture normalisée en langue Atikamekw définit comme « Wemotaci », terme qui a été officialisé en mars 1997.

## Histoire
La zone supérieure de la rivière Saint-Maurice a longtemps été considérée la patrie et le territoire de chasse de la population autochtone atikamekw. Certaines sources affirment que la Compagnie du Nord-Ouest avait déjà établi un poste de traite à cet endroit entre 1770 et 1780 ; toutefois, cette hypothèse reste à démontrer. Le premier poste connu de traite à Wemotaci a été établi en 1806, quand Jean-Baptiste Perrault a construit les premières structures pour la traite des fourrures. En 1821, le poste a été repris par la Compagnie de la Baie d'Hudson.
En 1851, le gouvernement a promulgué l'attribution de 230 000 acres de la terre comme "réserve" à l'usage et au profit des communautés autochtones, résidant dans le Bas-Canada. Deux ans plus tard, ces terres ont été réparties entre les Atikamekw, Algonquins et Abénaquis, par John Rolph, commissaire des terres de la Couronne. Le 9 août 1853, cette répartition a été officialisée par le gouverneur général en conseil.
En s'installant sur la réserve, les Atikamekws ont maintenu une vie semie-nomade. La réserve a été cadastrée seulement en 1895. La construction de la Centrale de la Chute-Allard sur la rivière Saint-Maurice et du chemin de fer par la National Transcontinental Railway génèrent le développement du hameau Sanmaur, situé en face de Wemotaci; ce qui attira les Atikamekw à s'établir sur la réserve au début du XXe siècle. En 1939, la Compagnie de la Baie d'Hudson a quitté Weymontachingue. En raison du manque de fonds pour l'entretien du village de Wemotaci, la population a cessé de croître après 1950, car plusieurs habitants ont quitté la Réserve pour s'installer soit à Sanmaur ou dans d'autres villages voisins.
Dans les années 1970, le village a été revitalisé. Un nouveau village a été construit près de sa montagne éponyme. En 1971, le gouvernement du Canada a acheté les terres de la Compagnie de la Baie d'Hudson pour les ajouter ensuite à la Réserve,.
En mai 2010, de nombreux habitants de Wemotaci ont été évacués à cause d'un incendie de forêt qui menaçait leurs maisons.

### Abus sexuels
Raynald Couture, prêtre des Oblats de Marie-Immaculée, a travaillé dans la communauté des Attikameks de Wemotaci et a agressé neuf enfants à partir de 1982. Quatre d'entre eux se sont suicidés. Il quitte cette communauté en 1991 et trouve refuge en France, où il est accueilli par les Oblats. Il est condamné à 15 mois de prison en 2004,.

## Géographie
Enclavée dans le territoire de La Tuque, la Réserve est bordée à l'ouest et au sud par la rivière Saint-Maurice. Sa frontière orientale s'étend sur 3,8 km de long, et sa limite nord est 7,8 km. Wemotaci est accessible par la route forestière 25 à partir de La Tuque, et se situe à environ 115 km au nord de celle-ci.

## Démographie

### Population
| 1991 | 1996  | 2001  | 2006  | 2011  | 2016  | 2021  |
| ---- | ----- | ----- | ----- | ----- | ----- | ----- |
| 986  | 1 003 | 1 145 | 1 379 | 1 598 | 1 703 | 1 949 |

### Langue
Langue maternelle :
- Anglais : 0 %
- Français : 8.3 %
- Atikamekw : 82 %
- Autres : 9,7 %

## Administration
Les réserves Coucoucache et Wemotaci sont administrées par le même conseil de bande. La réserve Wemotaci est surtout habitée par les descendants de la communauté Atikamekw. Deux autres réserves autochtones de la même nation se nomment Obedjiwan et Manawan.

## Économie
L'économie locale est basée sur l'art et l'artisanat, les commerces et services, la foresterie, le piégeage, la construction, le tourisme, le transport et les pourvoiries.

## Éducation
Deux écoles sont opérationnelles sur la Réserve Wemotaci :
- École Seskitin, de la pré-maternelle à secondaire 1
- École Nikanik, de secondaire 1 à secondaire 5
- Cours aux adultes de secondaire 1 à secondaire 5